# Black Country
Pour l’article homonyme, voir Black Country (album).

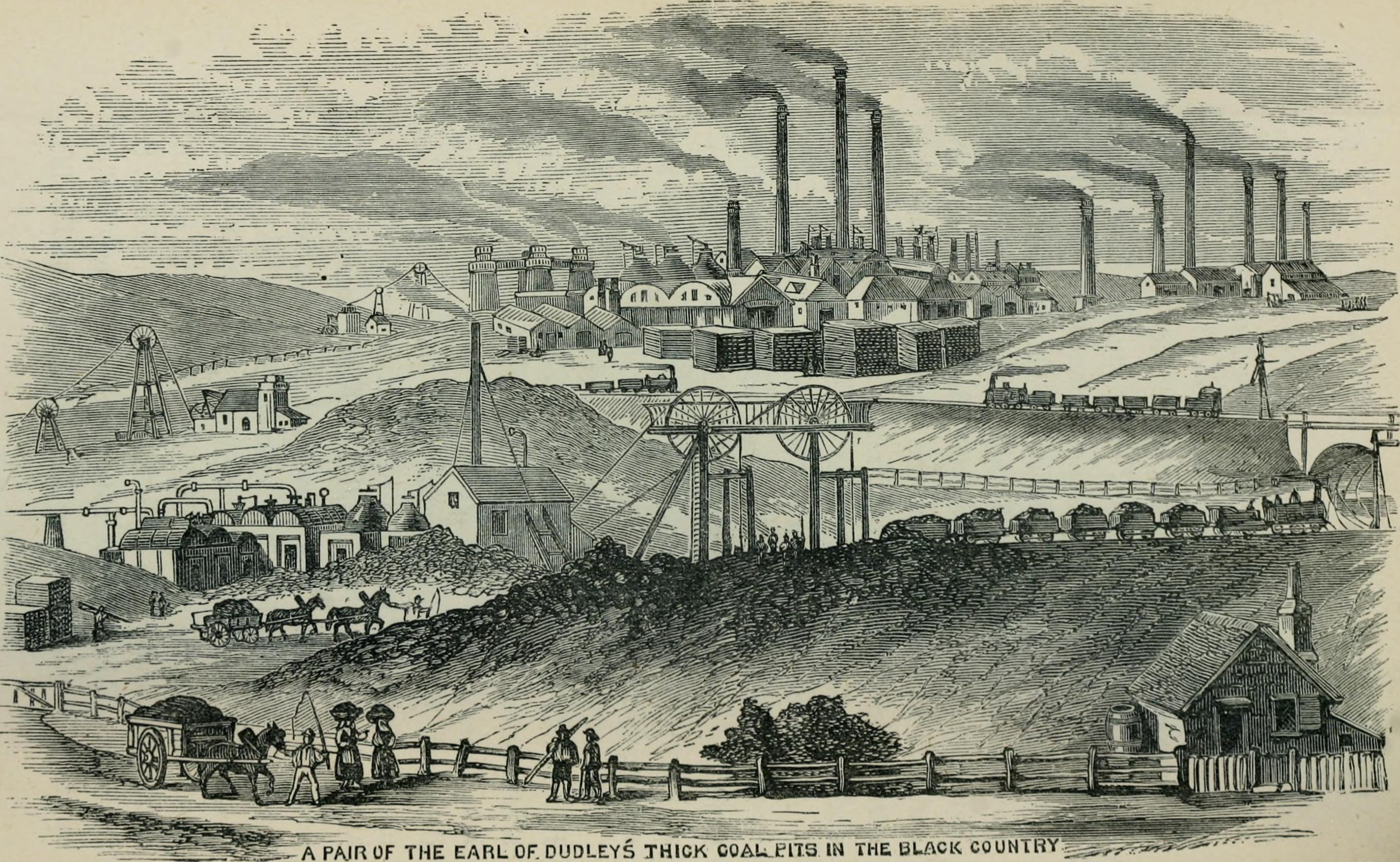
usine dans le Black Country

Le Black Country (en français : Le Pays Noir) est une zone vaguement définie du comté des Midlands de l'Ouest en Angleterre, au nord et à l'ouest de Birmingham, et au sud et à l'est de Wolverhampton, dans le sud du bassin de Staffordshire. Cette région a une population d'environ un million d'habitants.
À la fin du XIXe siècle, cette zone est devenue l'une des plus intensément industrialisées du pays. Les mines de charbon du sud du Staffordshire, l'exploitation du coke, les fonderies de fer et les aciéries qui ont utilisé le charbon local pour leurs fours, ont produit un très haut niveau de pollution de l'air qui a peu d'équivalents dans le monde entier.
On dit que le Black Country tient son nom de la pollution de ces industries lourdes, qui a couvert la zone de noir de suie. Il y a une anecdote (d'authenticité douteuse) à propos de la reine Victoria qui aurait ordonné qu'on abaisse les stores de son véhicule quand elle passait dans la région. Cependant, les historiens donnent à penser qu'il est plus probable que le nom existait avant même la révolution industrielle, car la présence de charbon près de la surface aurait rendu le sol très noir.
Le Black Country est également connu pour son dialecte reconnaissable, qui est légèrement différent suivant les parties de la région. Malgré sa proximité avec Birmingham, la grande majorité de la population du Black Country refuse de demander le rattachement à cette ville, car les gens sont très fiers de l'identité de leur région comme une région distincte.